# Boorama
Boorama (Somali: Boorama; arabisch بوراما), auch Booraama, Borama, Buramo oder Borame geschrieben, ist eine Stadt im Norden Somalias. Sie ist die Hauptstadt der Region Awdal, das heute vom international nicht anerkannten Somaliland beansprucht wird. Boorama liegt an der Grenze zu Äthiopien und hat etwa 470588 Einwohner.
Mit Wurzeln bis zurück ins Mittelalter ist Boorama heute das Handels-, Bildungs- und Gesundheitszentrum der Region.
Die Trägerin des Nansen-Flüchtlingspreises 2003, Annalena Tonelli, leitete humanitäre Projekte in Boorama, bis sie am 5. Oktober 2003 im von ihr geführten Krankenhaus von Unbekannten erschossen wurde.

## Geographie

### Geographische Lage
Boorama liegt auf hügeligem Gelände mit grünen Wiesen und Feldern. Die fruchtbare Umgebung bietet Lebensraum für Gazellen, zahlreiche Vögel und wilde Kamele. Angesichts des generell trockenen Somalia mit sehr langen Dürreperioden, ist hier eine vergleichsweise reiche Tierwelt anzutreffen.
Im Umland wird in den Tälern und an den Hängen vor allem Viehzucht mit Subsistenz-Landwirtschaft betrieben. Auf den Feldern wird unter anderem Mais und Sorghum angebaut. Gegen die fortschreitende Erosion und in den letzten Jahren zurückgegangene Erträge setzt man inzwischen Gabione und Rückhaltedämme ein.

### Klima
|                        | Jan  | Feb  | Mär  | Apr  | Mai  | Jun  | Jul  | Aug  | Sep  | Okt  | Nov  | Dez  |   |      |
| Mittl. Temperatur (°C) | 17,1 | 18,5 | 20,6 | 21,7 | 23,1 | 24,1 | 23,3 | 23,2 | 23,1 | 20,5 | 18,5 | 17,4 | ⌀ | 20,9 |
| Mittl. Tagesmax. (°C)  | 24,6 | 25,4 | 27,5 | 27,7 | 29,3 | 30   | 28,8 | 29   | 27,4 | 27,4 | 25,8 | 24,4 | ⌀ | 27,3 |
| Mittl. Tagesmin. (°C)  | 9,7  | 11,7 | 13,8 | 15,7 | 17   | 18,3 | 17,8 | 17,6 | 17,3 | 13,7 | 11,3 | 10,4 | ⌀ | 14,5 |
|                        |      |      |      |      |      |      |      |      |      |      |      |      |   |      |
| Niederschlag (mm)      | 6    | 21   | 36   | 86   | 61   | 32   | 78   | 112  | 86   | 18   | 10   | 2    | Σ | 548  |

| 9,7 |

| 11,7 |

| 13,8 |

| 15,7 |

| 17 |

| 18,3 |

| 17,8 |

| 17,6 |

| 17,3 |

| 13,7 |

| 11,3 |

| 10,4 |

| 9,7 |

| 11,7 |

| 13,8 |

| 15,7 |

| 17 |

| 18,3 |

| 17,8 |

| 17,6 |

| 17,3 |

| 13,7 |

| 11,3 |

| 10,4 |

## Geschichte
In der historischen Stadt Amoud und in der weiteren Umgebung von Boorama deuten zahlreiche archäologische Funde auf eine bewegte Vergangenheit hin. Neben Gräbern, Ruinen von alten Häusern und Moscheen auch kleinere Fundstücke, wie z. B. Scherben von altem chinesischen Porzellan. Diese stammen zumeist aus dem 15. und 16. Jahrhundert, aus einer Zeit der wirtschaftlichen Blüte unter der Herrschaft des Sultanat Adal.
Bei Ausgrabungen im 18. und 19. Jahrhundert wurden an verschiedenen Stellen in der Nachbarschaft Münzen des Sultan Kait-Bay aus der Reihe der Burdschi-Mamluken in Ägypten gefunden. Diese befinden sich heute überwiegend im Britischen Museum in London.
In der ersten Hälfte des 20. Jahrhunderts war die Stadt Teil des Protektorats Britisch-Somaliland, ab 1925 erhielt es den Status als Distriktshauptstadt.
Abdurahman Sheikh Nuur, ein Lehrer der Koranschule und Sohn des Qādī von Boraama, begann ab 1933 eine neue Orthographie der somalischen Sprache zu unterrichten, die heute als Boraama Alphabet oder Gadabuursi script bekannt ist. Sie fand aber nur im kleinen Kreis seiner Schüler Verwendung.
Im Jahr 1993 fand in Boorama eine fünf-monatige Friedenskonferenz statt, auf der die Konflikte zwischen der SNM-Fraktion, sowie den Minderheitenclans der Dir, der Darod und der Isaaq-Mehrheit in Somaliland beigelegt wurden.
In 2010 riefen lokale Clanführer das Gebiet als autonomen Teilstaat Awdal State of Somalia oder auch Awdalland mit Boorama als Hauptstadt aus und haben sich damit von Somaliland losgesagt.

## Bildung, Gesundheit und Infrastruktur
Die Stadt ist Standort der Amoud-Universität. Gegründet im Jahr 1998 war sie eine der ersten Universitäten der Region und sie liegt im Ranking regelmäßig weit vorn bei den Top-10-Universitäten in Somalia. Daneben gibt es auch noch eine Reihe von Schulen in der Stadt, wie z. B. die Adan Isaaq School, das Saw Community College, die Sheikh Cismann Secondary School und die Al-Aqsa Secondary School.
Mit Unterstützung des Wohn und Siedlungs-Programms Habitat der UN konnte ab 2008 wieder ein funktionierendes Steuersystem eingerichtet und das durch verschiedene UN-Institutionen gebildete Joint Program on Local Governance and Decentralized Service Delivery (JPLG) brachte den Wiederaufbau der Infrastruktur voran, vor allem das Straßensystem. Im Jahr 2009 wurde Boorama vom JPLG als bei der Projektumsetzung bester Distrikt in Somaliland ausgezeichnet.
Boraama ist bekannt für seine zahlreichen Krankenhäuser, wie vor allem das Borama General Hospital. Bereits im Jahr 1921 unter britischer Verwaltung eröffnet, wurde es durch die von Annalena Tonelli eingerichtete Tuberkulose-Station weltweit bekannt, in der sie wichtige Grundlagen für die von der Weltgesundheitsorganisation später unter dem Namen DOTS empfohlene Tuberkulose-Behandlung gelegt hat. Daran angeschlossen eine Sonderschule für bis zu 250 blinde, gehörlose oder sonst schwer behinderte Kinder und ein Aufklärungszentrum gegen Gefahren und zur Behandlung von AIDS. Außerdem gibt es noch das National Borama Fistula Hospital, gegründet im Jahr 2007 und im Osten der Stadt das an die Amoud Universität angeschlossene Al Hayatt medical center.
Im Norden der Stadt liegt ein Sportplatz, der nach dem somalischen Dichter Hassan Sheikh Mumin benannt wurde, der von seiner Jugend an einige Zeit in Boorama gelebt hat. Im Westen liegt die Seeraha Range, der vermutlich größte und älteste Stadtpark in Somaliland. 1940 wurde er von den Briten angelegt und ist weitgehend erhalten.
Boorama verfügt mit dem westlich der Stadt gelegenen Borama Airport (IATA-Code: BXX) über den einzigen Flughafen der Region Awdal. Nachdem jedoch 2009 Djibouti Airlines ihren Flugbetrieb eingestellt hat, fliegen nach Somalia nur noch Daallo Airlines und Jubba Airways (Somalia), auf deren Webseiten derzeit (Juli 2013) keine regelmäßigen Flüge nach Boorama angeboten werden.